# Кептур
Кептур — река в России, протекает по территории Бабушкинского района Вологодской области. Устье реки находится в 29 км по левому берегу реки Илеза. Длина реки составляет 33 км.
Исток находится в болотах в 15 км к северо-западу от села Рослятино. Крупнейшие притоки — Жаровец (правый), Марега (левый). Русло — извилистое, генеральное направление течения — на северо-запад. В верхнем течении населённых пунктов на берегах нет, ближе к устью на берегу Кептура находится деревня Алексейково. Впадает в Илезу в деревне Жилкино (Тимановское сельское поселение).

## Данные водного реестра
По данным государственного водного реестра России относится к Двинско-Печорскому бассейновому округу, водохозяйственный участок реки — Северная Двина от начала реки до впадения реки Вычегда, без рек Юг и Сухона (от истока до Кубенского гидроузла), речной подбассейн реки — Сухона. Речной бассейн реки — Северная Двина.
По данным геоинформационной системы водохозяйственного районирования территории РФ, подготовленной Федеральным агентством водных ресурсов:
- Код водного объекта в государственном водном реестре — 03020100312103000008589
- Код по гидрологической изученности (ГИ) — 103000858
- Код бассейна — 03.02.01.003
- Номер тома по ГИ — 03
- Выпуск по ГИ — 0